# Kaitaia
Kaitaia ist eine kleine Stadt im Far North District der Region Northland auf der Nordinsel von Neuseeland.

## Geographie
Die Stadt liegt am Beginn der Aupōuri Peninsula rund 7 km südlich von Awanui und 115 km nordwestlich von Whangārei. Bis zur Westküste, wo sich der Ninety Mile Beach nach Norden erstreckt, sind es rund 8 km und bis nach Ahipara im Südwesten und der Ahipara Bay, die gleichzeitig den südlichsten Punkt des langen Strandes darstellt, rund 12 km.

### Klima
Kaitaia besitzt ein subtropisches Klima, die Region ist als „Winterless North“ („winterloser Norden“) bekannt.
Der wärmste Monat ist der Februar mit einer durchschnittlichen Höchsttemperatur von 24,5 °C und einer Tiefsttemperatur von 15,6 °C. Die kältesten Monate sind Juli und August mit Höchsttemperaturen von 15,6 °C bzw. 15,7 °C und Tiefsttemperaturen von 8,7 bzw. 8,5 °C.
Im Jahr fallen 1334 mm Regen, davon sind die Monate Juni bis August am regenreichsten.
|                       | Jan  | Feb  | Mär  | Apr   | Mai   | Jun   | Jul   | Aug   | Sep   | Okt  | Nov  | Dez  |   |         |
| Mittl. Tagesmax. (°C) | 23,9 | 24,4 | 23,1 | 20,8  | 18,3  | 16,2  | 15,4  | 15,6  | 16,7  | 18,0 | 19,8 | 22,0 | ⌀ | 19,5    |
| Mittl. Tagesmin. (°C) | 15,1 | 15,5 | 14,7 | 13,0  | 11,0  | 9,2   | 8,4   | 8,5   | 9,4   | 10,6 | 12,1 | 13,6 | ⌀ | 11,7    |
|                       |      |      |      |       |       |       |       |       |       |      |      |      |   |         |
| Niederschlag (mm)     | 89,7 | 88,4 | 76,5 | 114,2 | 111,8 | 166,6 | 161,5 | 147,9 | 125,4 | 99,9 | 96,0 | 93,9 | Σ | 1.371,8 |
|                       |      |      |      |       |       |       |       |       |       |      |      |      |   |         |
| Regentage (d)         | 6,5  | 5,9  | 7,3  | 10,9  | 13,4  | 15,1  | 16,8  | 16,7  | 11,8  | 11,1 | 8,6  | 10,2 | Σ | 134,3   |

| 15,1 |

| 15,5 |

| 14,7 |

| 13,0 |

| 11,0 |

| 9,2 |

| 8,4 |

| 8,5 |

| 9,4 |

| 10,6 |

| 12,1 |

| 13,6 |

| 15,1 |

| 15,5 |

| 14,7 |

| 13,0 |

| 11,0 |

| 9,2 |

| 8,4 |

| 8,5 |

| 9,4 |

| 10,6 |

| 12,1 |

| 13,6 |

## Geschichte
Die Missionsstation von Kaitaia wurde 1834 von den Missionaren Joseph Matthews und William Gilbert Puckey gegründet.
Ursprünglich gab es Pläne, die Eisenbahnlinie Okaihau-Line bis nach Kaitaia zu verlängern. Die Arbeiten dazu begannen in den 1920er Jahren. Nachdem die Strecke fast bis Rangiahua fertiggestellt war, ergab 1936 eine Neubewertung, dass die Strecke nicht wirtschaftlich sein würde und man brach daraufhin den Bau ab. Die Linie endete daher bis zu ihrer Schließung am 1. November 1987 in Okaihau. Obwohl die Eisenbahn die Stadt nie erreichte, ist seit 1967 im Centennial Park der Stadt eine Tenderlokomotive der NZR D-Baureihe ausgestellt.

## Bevölkerung
Zum Zensus des Jahres 2013 zählte Kaitaia 4887 Einwohner, 6,4 % weniger als zur Volkszählung im Jahr 2006.

## Wirtschaft
Die Hauptwirtschaftszweige der Stadt sind Forstwirtschaft und Tourismus. Um Kaitaia herum konzentriert sich die Landwirtschaft auf den Anbau von Avocados. In der Umgebung gibt es zahlreiche Obstplantagen. Zunehmend wird auch Wein angebaut. Eines der größten Weingüter ist Kerikeri Estate.

## Infrastruktur

### Straßenverkehr
Durch Kaitaia führt der New Zealand State Highway 1, der von Südosten kommend in der Stadt nach Norden abknickt und bis zur Nordspitze der Nordinsel, nach Cape Reinga / Te Rerenga Wairua reicht.

### Flugverkehr
Kaitaia besitzt einen kleinen Flugplatz, der mit dem IATA-Flughafencode „KAT“ gekennzeichnet ist. Der nordöstlich des Ortes nördlich der Siedlung Oturu gelegene Flugplatz besitzt eine Asphalt- und eine Schotterpiste.

## Persönlichkeiten
- Edward Day (* 1949), kanadischer Skilangläufer
- Pete Smith (1958–2022), Schauspieler
- Shelley Kitchen (* 1979), Squashspielerin